# سامی الشوم
سامی الشوم (عربی: سامي علي الشوم؛ زادهٔ ۲۲ ژوئن ۱۹۸۲) بازیکن فوتبال اهل لبنان بود.
از باشگاه‌هایی که در آن بازی کرده‌است می‌توان به باشگاه فوتبال الانصار لبنان اشاره کرد.
وی همچنین در تیم ملی فوتبال لبنان بازی کرده‌است.